# Weststadt (Poznań)

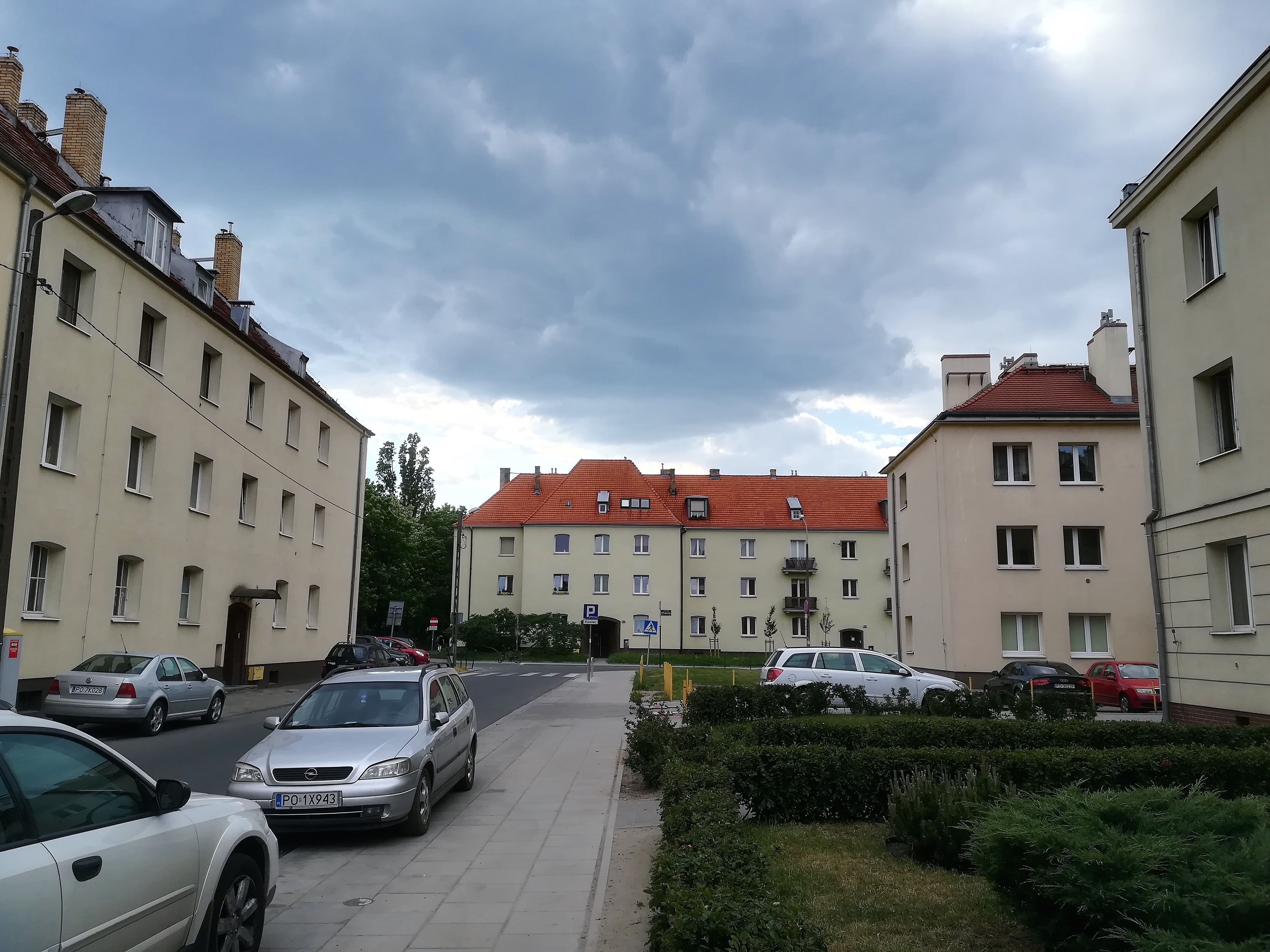
Ulica Jackowskiego ku zachodowi

Weststadt – kompleksowy projekt przebudowy przez okupantów niemieckich zachodniej części Poznania, w obrębie Jeżyc, przy ich granicy z Ogrodami. 

## Historia i urbanistyka
Z całego projektu zrealizowano w latach 1941-1945 osiedle w rejonie ul. Szamarzewskiego, Galla Anonima i Dąbrowskiego i była to jedna z największych realizacji mieszkaniowych w Poznaniu w czasach II wojny światowej. Przeznaczona była dla osiedlanych w mieście Niemców z innych części Rzeszy, a odbywało się to kosztem wysiedlanych Polaków, np. do baraków na Dębcu i Świerczewie. Łącznie planowano osiedlić w Poznaniu około 90.000 Niemców, a wysiedlić około 100.000 Polaków. Główną osią urbanistyczną założenia pozostaje ul. Szamarzewskiego. Autorem koncepcji Weststadt był Walther Bangert, a projekty architektoniczne poszczególnych budynków stworzył Rudolf Voltenauer. Budowniczym była spółdzielnia Neue Heimat, należąca do Niemieckiego Frontu Pracy.
Całość osiedla reprezentuje formy tradycyjne, charakterystyczne dla architektury III Rzeszy. Założenie jest jednak pozbawione monotonii - fasady są często cofane względem narożników, czy osi ulic, stosowano arkadowe aranżacje lokali handlowych, podcienia, planowano także zbudowanie wieżyczek i użycie detali szachulcowych. Mieszkania w trzykondygnacyjnych domach były duże (trzy- i czteropokojowe), wyposażone w kuchnie i WC.
Z osiedla, w myśl koncepcji Bangerta, miała wychodzić szeroka defiladowa aleja, którą miała zostać ulica Bukowska. Aleja przecinająca całe miasto na osi wschód-zachód zaczynałaby się na wielkim placu w obrębie Weststadt, na którym stać miała Sala Zebrań (Festhalle). Byłaby to też główna oś komunikacyjna zespołu, gęsto obudowana pięcio- i sześciokondygnacyjnymi budynkami. Mieszkaniowa koncepcja Weststadt była realizowana według wytycznych nazistowskiego programu opracowanego już dla czasów powojennych. Po opanowaniu Europy w ciągu około dziesięciu lat zbudować miano sześć milionów mieszkań dla pracowników kluczowych resortów wojennych.
Weststadt jest jedną z pierwszych w Poznaniu szerszych koncepcji osiedlowych, nie ograniczonych tylko do grupy kilku bloków lub domów, ale tworzących terytorialny system sublokalny. Zakładano, że przejście z dwóch najdalszych punktów założenia nie zajmie więcej niż 5-7 minut. Według geografa, Jacka Kotusa, osiedle ma wyjątkowo dobre proporcje obszarów wspólnych, a jego zagospodarowanie nie jest ani zbyt intensywne (ciasnota, brak stref rekreacyjnych lub zabawowych), ani zbyt luźne (przestrzenie niczyje).

## Czasy powojenne
Weststadt zostało dodatkowo dogęszczone zabudową w latach 50. i 60. XX wieku i na przełomie wieków XX i XXI, nie zawsze z zachowaniem odpowiedniego kontekstu urbanistycznego. Najlepiej wpisane w ten kontekst okazały się budynki sprzed 1956, najgorzej realizacje z początku XXI wieku, tworzące swoistą wyspę sąsiedztwa w sąsiedztwie, dezintegrującą całość układu.

## Otoczenie
W bezpośrednim sąsiedztwie kompleksu stoją bloki osiedla urzędników ZUS z początku lat 30. XX wieku, a nieco dalej Collegium Znanieckiego i szkoła przy ul. Janickiego 22. Po drugiej stronie ulicy Przybyszewskiego znajduje się skwer Ireny Bobowskiej.